# Lotta Hedström
Dagmar Charlotta (Lotta) Elisabet Hedström, Lotta Nilsson Hedström för en tid, född 13 september 1955 i Brännkyrka församling, Stockholm, är en svensk politiker (miljöpartist), som var språkrör för Miljöpartiet de gröna 1999–2002. Under tiden som språkrör hette hon Lotta Nilsson Hedström.
Hedström blev gymnastikdirektör vid Gymnastik- och idrottshögskolan i Stockholm år 1977.
Hon valdes till språkrör på kongressen i Kristianstad 1999. Omvald 2000 i Vadstena och 2001 i Luleå.
Hedström var riksdagsledamot för Gävleborgs län (plats 309) och ledamot i utrikesutskottet 2002–2006. Från den 1 juli 2012 till den 31 december var hon ersättare för Gustav Fridolin i riksdagen och representerade valkrets Skåne läns norra och östra.
I maj 2011 tillträdde hon posten som ordförande för Svenska Afghanistankommittén. Hon var ordförande för Skånes Dansteater 2015–2019.